# Radu Muntean
Radu Muntean (ur. 8 czerwca 1971 w Bukareszcie) – rumuński reżyser i scenarzysta filmowy. Jeden z głównych przedstawicieli rumuńskiej nowej fali. Jego filmy Papier będzie niebieski (2006), Boogie (2008) i Wtorek, po świętach (2010) zaliczane są do sztandarowych dzieł tego nurtu.

## Życiorys
W 1994 ukończył studia na Wydziale Reżyserii w Akademii Teatru i Filmu w Bukareszcie, podczas których wyreżyserował trzy filmy krótkometrażowe. W latach 1996–2011 nakręcił ponad 400 reklam telewizyjnych i zdobył ponad 40 nagród krajowych i międzynarodowych za twórczość reklamową. Od 1999 Muntean pracował jako wykładowca akademicki.
Jego debiutem fabularnym była Furia (2002). Kolejny film Papier będzie niebieski (2006) startował w konkursie MFF w Locarno. Boogie (2008) miał swoją premierę w sekcji "Quinzaine des Realisateurs" na 61. MFF w Cannes,  a późniejsze Wtorek, po świętach (2010) i Piętro niżej (2015) zaprezentowano w ramach sekcji "Un Certain Regard" odpowiednio na 63. i 68. MFF w Cannes.
Zasiadał w jury sekcji "Cinéfondation" na 69. MFF w Cannes (2016).